# Касим II
Касим II (тат. Qasím, Касыйм) — астраханский хан (1520-е — 1532). Сын Сеид-Ахмеда, внук Ахмата. 
Захватил власть при помощи ногайцев. 
В 1531/32 г. написал письмо турецкому султану Сулейману. 
Свергнут и убит Ак-Кубеком.